# الفاخرة (عجلون)
الفاخرة منطقة سكنية تقع في لواء قصبة عجلون، محافظة عجلون في الأردن. تنتمي المنطقة لقضاء عجلون الذي يضم 28 منطقة. يقدر عدد سكانها بـ 230 نسمة حسب إحصاء 2015.

## الوصلات الخارجية
- دائرة الاحصاءات العامة